# Céline Dion chante Noël
Céline Dion chante Noël —en español: «Céline Dion canta en Navidad»— es el segundo álbum de estudio en francés de la cantante canadiense Céline Dion, lanzado en Quebec, Canadá, el 4 de diciembre de 1981. También es su primer álbum navideño.

## Antecedentes
El álbum fue lanzado tres semanas después del debut de Dion y contenía villancicos tradicionales. Los temas «Glory Alleluia», «Promenade en traîneau» y «Joyeux Noël» también aparecieron en su segundo álbum navideño, Chants et contes de Noël (1983). En 1993, Dion grabó una versión en inglés de «Joyeux Noël» con su letra original en inglés para The Christmas Album de David Foster. Esta versión de «The Christmas Song» apareció más tarde en su álbum de 1998, These Are Special Times. Dion también grabó una nueva versión de «Petit Papa Noël» con Alvin y las Ardillas en 1994 para su álbum A Very Merry Chipmunk.

## Rendimiento comercial
Aunque no se lanzaron sencillos para promocionarlo, Céline Dion chante Noël y La voix du bon Dieu vendieron 30 000 copias en 1981 y alcanzarían alrededor de 125 000 copias el año siguiente.

## Lista de canciones
| Lado A |                               |                               |          |  |
| N.º    | Título                        | Escritor(es)                  | Duración |  |
| 1.     | «Glory Alleluia»              | André Pascal                  | 3:33     |  |
| 2.     | «Le p'tit renne au nez rouge» | Johnny Marks, Jacques Larue   | 2:28     |  |
| 3.     | «Petit Papa Noël»             | Raymond Vincy, Henri Martinet | 3:05     |  |
| 4.     | «Sainte nuit»                 | Franz Xaver Gruber            | 2:45     |  |
| 5.     | «Les Enfants oubliés»         | Gilbert Bécaud, Louis Amade   | 3:12     |  |

| Lado B |                                        |                                        |          |  |
| N.º    | Título                                 | Escritor(es)                           | Duración |  |
| 1.     | «Noël blanc»                           | Irving Berlin, Francis Blanche         | 2:45     |  |
| 2.     | «Père Noël arrive ce soir»             | John Frederick Coots, Haven Gillespie  | 1:57     |  |
| 3.     | «J'ai vu maman embrasser le Père Noël» | Tommie Connor, Géo Koger, Loulou Gasté | 2:30     |  |
| 4.     | «Promenade en traîneau»                | Leroy Anderson, Mitchell Parish        | 2:52     |  |
| 5.     | «Joyeux Noël»                          | Mel Tormé, Robert Wells                | 2:38     |  |

## Historial de lanzamientos
| Región | Fecha                   | Discográfica  | Formato        | Catálogo   |
| ------ | ----------------------- | ------------- | -------------- | ---------- |
| Canadá | 30 de noviembre de 1981 | Super Étoiles | Vinilo, casete | SPE 4102   |
| Canadá | 30 de noviembre de 1981 | Super Étoiles | Vinilo, casete | 16-SP 1901 |